# Lacul Tătaru
Lacul Tătaru este un lac sărat aflat în județul Brăila, la aproximativ 95 de kilometri de orașul Brăila, în partea de sud a comunei Dudești la hotarul cu comuna Roșiori, mai exact la jumătatea distanței dintre localitățile Tătaru și Roșiori (Câmpia Bărăganului).
Conform evidențelor cadastrale de la primăriile Roșiori și Dudești din 2004 lacul se întinde pe o suprafață de 138,72 ha, în Monografia Brăilei publicată în 1980, fiind menționată o suprafață de 328 ha. În ultimii ani, suprafața lacului s-a redus îngrijorător, atât datorită lucrărilor de hidroameliorare realizate în vederea eliminării excesului de umiditate, cât și datorită secetei înregistrate în regiune.

## Rezervația ornitologică
Lacul Tătaru se numără printre ariile protejate din județul Brăila, fiind recunoscut ca rezervație ornitologică, fapt menționat în Buletinul A.I.A. nr. 1 din decembrie 1994, publicat de către Societatea Ornitologică Română. Au fost identificate 91 specii de păsări caracteristice habitatelor de baltă și baltă-mlaștină, printre care și specii amenințate cu dispariția la nivel european, specii vulnerabile la modificări ale habitatului lor sau rare: sitarul de mâl (Limosa limosa), cioc întors (Recurvirostra avosetta), chirighița cu obraz alb (Chlidonias hybridus), fluierarul cu picioare roșii (Tringa totanus) etc.
Pe pășunile din imediata apropiere a lacului, s-a constatat o populație destul de numeroasă de popândău (Citellus citellus), specie ocrotită la nivel european.

## Proprietăți curative
Specialiștii au evidențiat faptul că lacul are proprietăți curative, însă până în prezent nu a fost amenajat din punct de vedere balnear sau turistic. 

## Căi de acces
Din municipiul Brăila, reședință de județ, se poate ajunge la Lacul Tătaru urmând traseul: DN21 Brăila - Însurăței, DJ 203 Însurăței - Dudescu, DC30 Dudescu - Tătaru, DJ 211 din localitatea Tătaru până la Lacul Tătaru.